# Retroceso elástico
Se denomina retroceso elástico al rebote de los pulmones después de haber sido inflados por una inhalación. Es decir, la facilidad que tiene el pulmón, como órgano elástico, para recuperar su estado natural desinflado. Con cada inhalación, la presión intrapleural (la presión dentro de la cavidad pleural) de los pulmones disminuye. Relajar el diafragma durante la espiración permite que los pulmones retrocedan y recuperen la presión intrapleural experimentada previamente en reposo. El retroceso elástico está inversamente relacionado con la distensibilidad pulmonar.
Este fenómeno ocurre debido a la elastina de las fibras elásticas en el tejido conectivo de los pulmones, y debido a la tensión superficial de la película de líquido que recubre los alvéolos. A medida que las moléculas de agua se cohesionan, tiran de las paredes alveolares, lo que hace que los alvéolos retrocedan y se vuelvan más pequeños. Pero dos factores evitan que los pulmones colapsen: 
- El surfactante pulmonar. Agente tensoactivo formado por lipoproteínas y secretado por los neumocitos de tipo II que cubren el epitelio alveolar. Su principal componente, el dipalmitoilfosfatidilcolina (90%), es el responsable de reducir la tensión superficial. El 10% restante está formado por proteínas altamente especializadas en la defensa frente a bacterias y virus que puedan invadir el organismo. También contribuye a que la tasa de contracción sea más regular debido a la estabilidad del área superficial.[2]
- La presión intrapleural. Cuando la presión en el espacio pleural es menor que la presión de los alvéolos, tienden a expandirse. Esto evita que las fibras elásticas y la presión exterior aplasten los pulmones. Es un mecanismo homeostático.